# 10803 Caléyo
10803 Caléyo eller 1992 UK9 är en asteroid i huvudbältet som upptäcktes den 21 oktober 1992 av den japanska astronomen Tsutomu Seki vid Geisei-observatoriet. Den är uppkallad efter kompositören Jose M. Caréyo.
Asteroiden har en diameter på ungefär 7 kilometer.